# Pracownia Akustyczna Kozłowski
Pracownia Akustyczna Kozłowski Sp. J. – wrocławska firma o zasięgu ogólnopolskim działająca w branży akustyki, elektroakustyki i technologii scenicznej; powstała w 2003 roku; realizuje projekty z zakresu ochrony przeciwdźwiękowej, akustyki wnętrz, elektroakustyki, systemów multimedialnych, technologii teatralnej i estradowej, mechaniki scenicznej, oświetlenia scenicznego, realizacji dźwięku; prowadzi zlecenia od etapu koncepcyjnego, przez projektowanie, konsultacje, pomiary aż po nadzór; współpracuje z projektantami innych branż, m.in. architektury, konstrukcji, instalacji sanitarnych; jest członkiem wspierającym Międzynarodową Organizację Scenografów, Techników i Architektów Teatru OISTAT oraz Audio Engineering Society AES.

## Projekty

### Zrealizowane
W trakcie kilkunastu lat pracy Pracownia zrealizowała ponad 170 projektów na terenie całej Polski, m.in.:
- Centrum Kulturalne i Edukacyjne w Czerwionce – ochrona przeciwdźwiękowa, akustyka wnętrz, systemy elektroakustyczne (2011-2013)
- Akademia Muzyczna we Wrocławiu – technologia sceniczna, akustyka budowlana, akustyka wnętrz, systemy: elektroakustyczny, inspicjenta, oświetlenia scenicznego, mechaniki scenicznej, prezentacji obrazu w nowym obiekcie zawierającym salę koncertową, kompleks studiów nagraniowych, sale prób, pokoje ćwiczeń[1][2] (2008-2013)
- Hala Sportowo-Widowiskowa „Gdynia” – badania akustyki hali oraz systemu nagłaśniania[3] (2013)
- Muzeum Katyńskie w budowli i otoczeniu kaponiery w Cytadeli Warszawskiej – pomiary akustyczne, akustyka wnętrz, ochrona przeciwdźwiękowa (2011-2013)
- Opera i Filharmonia Podlaska – Europejskie Centrum Sztuki w Białymstoku – badania akustyki sceny, orkiestronu i widowni sali ogólnej (2012)
- Teatr Rozrywki w Chorzowie – system elektroakustyczny, w tym nagłośnieniowy Sceny Głównej (2012); akustyka wnętrz, technologia sceniczna, infrastruktura sceniczna i kablowa dla systemów: inspicjenta, elektroakustycznego i oświetleniowego Sceny Głównej[4][5] (2008-2009); akustyka wnętrza, technologia sceniczna, system inspicjenta, system elektroakustyczny i oświetleniowy Małej Sceny[6] (2007-2008)
- Kieleckie Centrum Kultury – projekt Dźwiękowego Systemu Ostrzegawczego (DSO), nadzór autorski (2012); system inspicjenta (2008)
- Budynek biurowo-usługowy Green Towers we Wrocławiu – analiza i kontrola emisji hałasu do środowiska (2012)
- Dworzec Wrocław Główny – projekt akustyczny i pomiary akustyczne sufitowego ustroju akustycznego dla uzyskania wymaganego wskaźnika zrozumiałości mowy w głównej hali kasowej (2012)
- Biblioteka Główna Uniwersytetu Wrocławskiego – dobór i rozmieszczenie urządzeń głośnikowych oraz symulacje elektroakustyczne dla Dźwiękowego Systemu Ostrzegawczego (DSO) (2012)
- Filharmonia Częstochowska – nadzór nad rozbudową i remontem całego obiektu w zakresie technologii scenicznej, akustyki wnętrz, elektroakustyki, systemu inspicjenta (2010-2012)
- Teatr Polski we Wrocławiu – akustyka wnętrz, system elektroakustyczny, system inspicjenta, zasilanie elektryczne (2008-2012)
- Studio nagrań Łukasza Błasińskiego w Sulejówku – akustyka wnętrz i ochrona przeciwdźwiękowa[7] (2010-2011)
- Teatr Wielki w Poznaniu – akustyka wnętrz, ochrona przeciwdźwiękowa, pomiary akustyczne, strojenie akustyki, system elektroakustyczny i inspicjenta, Dźwiękowy System Ostrzegawczy (DSO)[8] (2008-2011)
- Hala Stulecia we Wrocławiu – pomiary akustyczne głównej widowni, kompleksowa koncepcja akustyki wnętrz i systemów niskoprądowych (2008-2011)
- Fontanna Multimedialna przy Pergoli w kompleksie Hali Stulecia we Wrocławiu – koncepcja systemu multimedialnego, nadzór inwestorki nad realizacją[9][10] (2009-2010)
- Centrum Turystyki Biznesowej przy Hali Stulecia we Wrocławiu – akustyka wnętrz, systemy: elektroakustyczne, audiowizualne, oświetlenia scenicznego, niskoprądowe (2008-2010)
- Studio nagrań Piotra Siejki w Łomiankach – projekt akustyki wnętrz i ochrony przeciwdźwiękowej, nadzór autorski[11] (2009-2010)
- Akademia Muzyczna im. K. Szymanowskiego w Katowicach – system koncertowy i studyjny Sali Koncertowej Symfonia[12] (2006-2007)
- Miejska Biblioteka Publiczna w Jaworznie – ochrona przeciwdźwiękowa, akustyka wnętrz dla wybranych pomieszczeń (2004, 2007)
- Opera Wrocławska we Wrocławiu – akustyka wnętrz, system elektroakustyczny dla widowni, sceny, foyer, sali prób[13][14][15][16][17] (2004, 2006)
- Akademia Muzyczna im. I.J. Paderewskiego w Poznaniu – system koncertowy i studyjny dla Sali Koncertowej Auli Nova, akustyka wnętrz studia nagrań[18] (2006)
- Free Fly Music Studio w Poznaniu – projekt akustyki wnętrz (2005)
- Polski pawilon na wystawie EXPO 2005 w Aichi w Japonii – system nagłaśniania w konfiguracji 5.1 oraz w konfiguracji 8.1 (2004, 2005)
- Gliwicki Teatr Muzyczny – system elektroakustyczny dla widowni, adaptacja akustyczna orkiestronu (2004)
- Studio Koncertowe im. W. Lutosławskiego w Warszawie – system dogłośnienia widowni surround 5.1 oraz cyfrowy system konsolety fonicznej (2003, 2004)
- Teatr Muzyczny CAPITOL we Wrocławiu – system elektroakustyczny[19] (2003)
- Stadion Olimpijski we Wrocławiu – system nagłaśniania obiektu Krytej Pływalni (2003)
- Wóz transmisyjny Polskiego Radia Gdańsk – system transmisji sygnałów fonicznych na duże odległości (2003)
- Politechnika Wrocławska – akustyka budowlana, akustyka wnętrz, technologia studyjna studia nagrań Katedry Akustyki PWr (2001, 2002)
- Uniwersytet im. A. Mickiewicza w Poznaniu – system elektroakustyczny Studia nagrań Instytutu Akustyki (2001, 2002)

### W realizacji
- Narodowa Orkiestra Symfoniczna Polskiego Radia w Katowicach – wytyczne dla akustyki budowlanej na etapie projektu budowlanego, akustyka wnętrz pomieszczeń o tzw. akustyce kwalifikowanej, systemy: elektroakustyczny, rejestracji wielośladowej, inspicjenta, oświetlenia estradowego, mechaniki estradowej górnej i dolnej wraz ze sterowaniem, informacji dla widza Digital Signage, nadzór merytoryczny[20][21][22] (2013-2014)
- Centrum Działań Artystycznych w Lublinie – akustyka wnętrz, nadzór nad realizacją akustyki, pomiary akustyczne (2012-2013)
- Stadion Śląski w Chorzowie – aktualizacja i rozbudowa projektu nagłośnienia (2012-)
- Centrum Sztuki Filmowej EC-1 Wschód w byłej łódzkiej elektrowni – projektowanie specjalistyczne w zakresie technologii studyjnej, konferencyjnej i estradowej w (2012-)
- Budynek biurowo-usługowym Green Day we Wrocławiu – wytyczne i projekt w zakresie ochrony przeciwdźwiękowej w (2011-)
- Filharmonia im. Mieczysława Karłowicza w Szczecinie – doradztwo akustyczne, pomiary akustyczne sali symfonicznej i kameralnej (2012-2013)
- Teatr Wielki – Opera Narodowa w Warszawie – system inspicjenta (2010-)
- Ogólnokształcąca Szkoła Muzyczna we Wrocławiu – akustyka budowlana, akustyka wnętrz, system elektroakustyczny, wytyczne technologiczne (2010-)
- Szpital Pediatryczny Warszawskiego Uniwersytetu Medycznego – ochrona przeciwdźwiękowa, akustyka wnętrz, systemy multimedialne dla audytorium oraz atrium (2010-)
- Opera na Zamku w Szczecinie – technologia sceniczna, akustyka budowlana, akustyka wnętrz, system elektroakustyczny, system inspicjenta, oświetlenie sceniczne (2009-2014)

## Publikacje
1. Kozłowski Piotr Z., Dobrucki Andrzej: The Comparison between Subjective and Objective, Perceptual Based Evaluation of Compressed Speech and Audio Signals. International Congress on Acoustics ICA 2004, pp. II-1811-1814, Kyoto, April 2-9, 2004.
2. Kozłowski Piotr Z., Dobrucki Andrzej: Proposed Changes to the Methods of Objective, Perceptual based Evaluation of Compressed Speech and Audio Signals. 116th Convention of the Audio Engineering Society, preprint 6085, pp. 6, Berlin, May 8-11, 2004.
3. Kozłowski Piotr Z., Dobrucki Andrzej B.: Adjustment of the Parameters Proposed for the Objective, Perceptual Based Evaluation methods of Compressed Speech and Audio Signals. 117th Convention of the Audio Engineering Society, preprint 6286 pp. 9, San Francisco, October 28-31, 2004.
4. Kozłowski Piotr Z., Dobrucki Andrzej B.: Tuning of the Objective, Perceptual Based Evaluation Methods of Compressed Speech and Audio Signals. 118th Convention of the Audio Engineering Society, preprint 6464 pp. 9, Barcelona, may 28-31, 2005.
5. Kozłowski Piotr Z., Dziechciński Paweł, Grządziel Wojciech: New Trends in Sound Reinforcement Systems Based on Digital Technology. 123rd Conventionof the Audio Engineering Society, preprint 7213 pp. 7, New York, October 05-08, 2007.
6. Janiszewski Maciej, Kozłowski Piotr Z.: Recovery Time of Redundant Ethernet Based Networked Audio Systems. 128th Convention of Audio Engineering Society, preprint 8038 pp. 12, London, May 22-25, 2010.
7. Kowalski Damian, Kozłowski Piotr Z.: Redundancy optimization for networked audio systems. 132nd Convention of Audio Engineering Society, preprint 8608 pp. 7, Budapest, April, 26-29, 2012.